# Calibre (программа)
Calibre — свободное и открытое программное обеспечение для чтения, создания и хранения в электронной библиотеке электронных книг разного формата. Программа имеет возможность синхронизации с устройствами для чтения электронных книг более дюжины различных производителей, включая Amazon, Android, Apple, Barnes & Noble. Приложение кроссплатформенно. Изначально calibre называлось libprs500, но было переименовано в середине 2008 года.

## Возможности

### Библиотека
Calibre — средство для работы с электронными книгами. Всю информацию о книгах (название, автор, обложка, оценка, метки, дата выхода, издатель) программа хранит в базе данных. При добавлении книги в базу добавляется вся информация о ней, а файл книги помещается в папку библиотеки. Кроме того, информацию о книге можно получить из интернета с помощью ISBN. Поддерживаются такие форматы: AZW, AZW1, AZW2, AZW3, CBR, CBZ, CHM, EPUB, FB2, HTML, IMP, LIT, LRF, LRX, MOBI, ODT, OEBZIP, OPF, PDB, PDF, PML, PMLZ, PRC, RAR, RB, RTF, SNB, TPZ, TXT и ZIP.

### Конвертация форматов
Calibre поддерживает импорт и экспорт нескольких форматов электронных книг. Поддерживается импорт: CBZ, CBR, CBC, CHM, EPUB, FB2, HTML, LIT, LRF, MOBI, AZW3, ODT, PDB, PDF, PML, PRC, RB, RTF, TCR, TXT; экспорт: EPUB, FB2, LIT, LRF, MOBI, AZW3, OEB, PDB, PDF, PML, RB, RTF, TCR, TXT.

### E-book viewer
Вместе с Calibre устанавливается приложение E-book viewer, позволяющее читать электронные книги. Программой поддерживаются не все форматы, поддерживаемые Calibre — такие книги открываются стандартной программой в системе для чтения документов (например, Okular или Evince).

### Настройка
Программа имеет возможности для управления и настройки. Многие возможности (например управление библиотекой и информацией о книге) позволяют использовать правила, созданные пользователем самостоятельно. Для создания собственных правил пользователь может применять:
- шаблоны — имена информационных записей о книге (автор, издательство, теги и т. д.). Могут использоваться в поиске или создании новых полей для просмотра;
- встроенный набор функций на Python с возможностью добавлять собственные;
- регулярные выражения;
- выражения XPath;

Встроенные функции и регулярные выражения можно использовать при создании шаблонов.

### Другие возможности
- поддержка плагинов;
- автоматическое получение новостей с некоторых сайтов с преобразованием их в книгу;
- встроенный сервер для доступа через интернет;
- пересылка книг электропочтой при невозможности прямого соединения;
- полноценный интерфейс командной строки;
- редактирование html-кода аналогично Sigil.

## Недостатки
- Не поддерживается формат базы пользователя. При импорте книг, все файлы будут скопированы в каталог с базой. Т.к. сам автор отказывается менять это решение, другие разработчики делают свои решения;
- Не поддерживаются внешние конвертеры;
- Есть возможность автоматически конвертировать в поддерживаемый формат перед копированием на своё устройство, но нет возможности после этого автоматически расставлять мягкие переносы.